# Schloßleite
Koordinaten: 50° 51′ 58″ N, 10° 50′ 18″ O

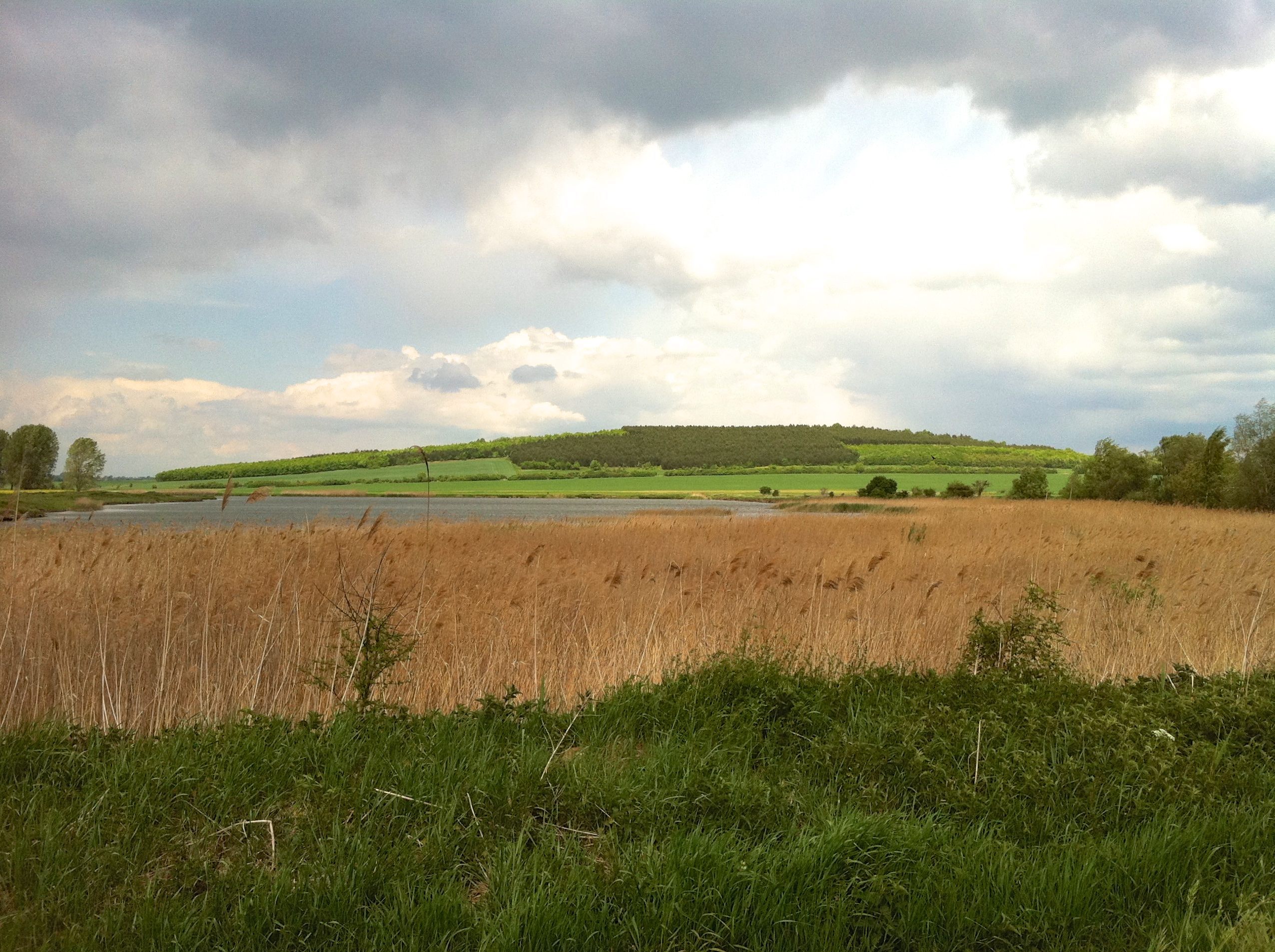
See bei der Mühlburg (Drei Gleichen) im Naturschutzgebiet Schloßleite (Mai 2011)

Das Naturschutzgebiet Schloßleite liegt im Landkreis Gotha in Thüringen. Es erstreckt sich zwischen dem nordwestlich gelegenen Mühlberg, einem Ortsteil der Gemeinde Drei Gleichen, und dem südöstlich gelegenen Holzhausen, einem Ortsteil der Gemeinde Amt Wachsenburg im Ilm-Kreis.
Westlich des Gebietes verläuft die Landesstraße L 2163 und südöstlich die L 1045. Nördlich fließt der Weidbach und verläuft die A 4. Nördlich erstreckt sich das 222,7 ha große Naturschutzgebiet Röhnberg und nordöstlich das 18,5 ha große Naturschutzgebiet Apfelstädter Ried.

## Bedeutung
Das 120,3 ha große Gebiet mit der NSG-Nr. 333 wurde im Jahr 1997 unter Naturschutz gestellt.